# Centropomus poeyi
Centropomus poeyi är en fiskart som beskrevs av Chávez, 1961. Centropomus poeyi ingår i släktet Centropomus och familjen Centropomidae. Inga underarter finns listade i Catalogue of Life.